# Julius Richter (Bankier)
Ludwig Anton Julius Richter (* 31. Dezember 1836 in Hamburg; † 26. März 1909 ebenda) war ein deutscher Wechselmakler, Bankier und Unternehmer.

## Leben und Wirken
Julius Richter war der Sohn des Hamburger Kaffeemaklers Eduard Richter. Nach der Geburt in Hamburg lebte Julius Richter in jungen Jahren in Antwerpen, wo sein Vater für ein britisches Unternehmen arbeitete. Julius Richter erlernte daher mehrere Sprachen. 1847 kehrte er nach Hamburg zurück. Nach einer Berufsausbildung in der Bank D. Jaques & Sohn arbeitete er dort mehrere Jahre. 1859 gründete er die Firma Julius Richter und vermittelte als Makler Wechsel. Das Unternehmen hatte seinen Sitz in der Großen Johannisstraße/Ecke Rathausmarkt. Der mit der Gründerzeit verbundene wirtschaftliche Aufschwung führte zu erfolgreichen Geschäften als Investmentbankier. Das Deutsche Kaiserreich plante, die verschiedenen Taler- und Guldenwährungen durch die Mark zu ersetzen, die goldgedeckt sein sollte. Richter kalkulierte, dass Deutschland das dafür notwendige Gold nur in England würde erwerben können. Er kaufte daher frühzeitig zahlreiche Londoner Wechsel, die er später zu deutlich höheren Preisen an die Regierung des Kaiserreichs weiterreichte. Die Regierung erwarb für diese Wechsel Gold in London. Gemeinsam mit dem Wechselmakler David Ruben notierte Richter zudem die täglichen Wechselkurse an der Hamburger Börse. Den Auftrag dazu hatten beide von der Hamburger Handelskammer erhalten. Dies steigerte Richters Umsätze und ermöglichte ihm auch, französische Reparationszahlungen, die auf den Deutsch-Französischen Krieg zurückgingen, abzuwickeln.
Neben den Tätigkeiten als Bankier und Makler nahm Richter Einfluss auf das Verkehrswesen und mehrere Unternehmen. 1878 gründete er die Hamburg-Altonaer Pferdebahn-Gesellschaft als Aktiengesellschaft und wurde Mitglied des Aufsichtsrates. 1887 leitete er als Mitglied des Aufsichtsrats die Verkaufsverhandlungen der Berlin-Hamburger Eisenbahn-Gesellschaft. Dabei konnte er die Preußische Regierung dazu bewegen, den Aktionären einen höheren Preis zu zahlen. 1879 gehörte er zu den Mitbegründern der Holsten-Brauerei in Altona und war Mitglied des Aufsichtsrats. Richter saß auch im Aufsichtsrat der Hamburger Hypothekenbank.
Ende 1881 unternahm die Familie Richter eine Reise nach Italien. In Rom traf Julius Richter 1882 den Maler Franz von Lenbach und bat ihn, zwei Familienporträts zu erstellen. Richter hielt auch später Kontakt mit dem Maler. Gemeinsam besuchten sie häufig Otto von Bismarck in Friedrichsruh. Da Richter von Bismarck verehrte, bat er den Fürsten, eine Anlage am Waseberg in „Bismarckstein“ umbenennen zu dürfen. Mit Zustimmung von Bismarcks wurde die Anlage 1890 umbenannt. Richter ermutigte die Gemeindevertretung von Blankenese, Spenden für ein Bismarckdenkmal einzuwerben. Das Denkmal aus Kupfer sollte eine Höhe von 30 Metern haben, auf einem 20 Meter hohen Granitsockel stehen und auf dem Bismarckstein errichtet werden. Der Entwurf hierfür stammte von Ernst Wenck aus Berlin und Georg Thielen aus Hamburg. Der Spendenaufruf erschien zum 80. Geburtstag von Bismarcks 1895. Er fand die Unterstützung von Georg von Steinmann, Alfred Waldersee, Otto Giese, Robert Miles Sloman und Adolph Woermann. Bürger aus Altona und Hamburg kamen dem Spendenaufruf nach, die Errichtung des Denkmals scheiterte jedoch am Veto Wilhelm II.
Julius Richter starb 1909 in seiner Geburtsstadt. Seine Erben veräußerten den Bismarckstein am 1. April 1910 an die Gemeinde Blankenese.

## Grundbesitz
1875 kaufte Richter den Sommersitz von John Bellhouse Bowden, der Engländer war und als Ingenieur bei den Altonaer Wasserwerken arbeitete. Neben dem Gebäude am Falkensteiner Ufer erwarb Richter auch den Waseberg sowie den Polterberg. Richter ließ das Gelände im Stil eines Englischen Landschaftsgarten gestalten. Neben einem umfangreichen Wegesystem mit Aussichtspunkten und exotischen Bäumen entstand eine Terrasse am Elbhang. Hier befanden sich Gewächshäuser, in denen Richter Trauben und Nelken züchtete. Für die Zuchtergebnisse verlieh ihm der Gartenbauverein für Hamburg, Altona und deren Umgegenden, dem Richter angehörte, Medaillen. Sein Bruder Emilio Richter, der als Kunstgärtner arbeitete, kreierte hier Mitte der 1880er Jahre eine Römische Terrasse, die heute Teil des Römischen Gartens ist. Das Gelände mitsamt Terrasse kaufte in Richters Todesjahr größtenteils Max Warburg, der damit sein Anwesen in Blankenese vergrößerte. 
1876 erwarb Julius Richter ein Stadthaus des Bankiers Gottlieb Jenisch. Das Gebäude am Neuen Jungfernstieg diente als Wohnsitz der Familie. Heute befindet sich hier der Übersee-Club.